# Galium lacrimiforme
Galium lacrimiforme là một loài thực vật có hoa trong họ Thiến thảo. Loài này được Dempster mô tả khoa học đầu tiên năm 1975.